# Josef Kraus (Lehrer)

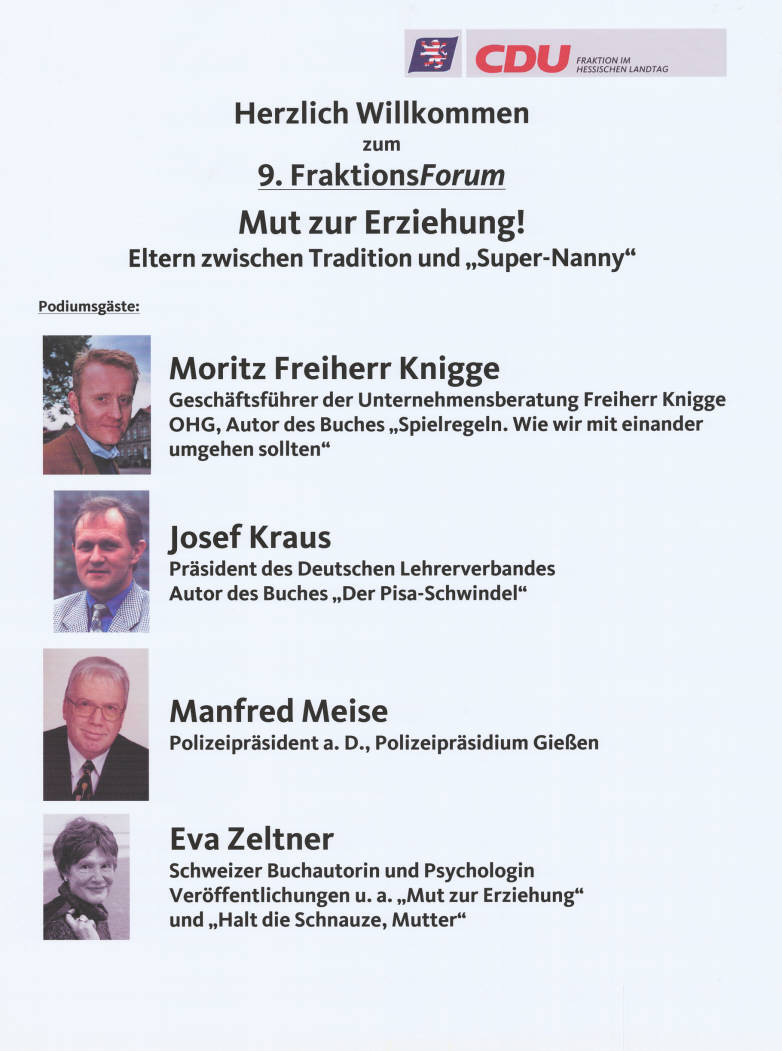
Josef Kraus auf einem Veranstaltungsplakat der CDU-Fraktion des Hessischen Landtags

Josef Kraus (* 4. August 1949 in Kipfenberg, Landkreis Eichstätt) ist ein deutscher Lehrer und Psychologe. Er war von 1987 bis Juni 2017 Präsident des Deutschen Lehrerverbandes (DL).

## Leben und Wirken
Nachdem er 1969 am Willibald-Gymnasium in Eichstätt sein Abitur bestanden hatte, war Kraus zwei Jahre Zeitsoldat. In Würzburg studierte er anschließend von 1971 bis 1977 Deutsch und Sport für das Lehramt an Gymnasien; sein 2. Staatsexamen legte er in Ingolstadt ab. Ein Jahr darauf machte er ebenfalls in Würzburg sein Psychologie-Diplom. Ab 1980 unterrichtete er für 15 Jahre als Gymnasiallehrer in Landshut und war als Schulpsychologe für den Regierungsbezirk Niederbayern zuständig. Ab Februar 1995 war er als Schulleiter am Maximilian-von-Montgelas-Gymnasium in Vilsbiburg tätig.
Josef Kraus bekleidete von 1979 bis 1987 verschiedene Vorstandsämter im Deutschen Philologenverband und war von 1987 bis Juni 2017 Präsident des Deutschen Lehrerverbandes (DL). Von 1991 bis 2014 war er Mitglied im Beirat für Fragen der Inneren Führung des Verteidigungsministers und von 1993 bis 1996 Beisitzer in der Bundesprüfstelle für jugendgefährdende Medien.
Im Landtagswahlkampf 1995 trat Kraus für den damaligen hessischen CDU-Spitzenkandidaten und ehemaligen Bundesinnenminister Manfred Kanther als dessen Schattenkultusminister auf.
Im März 2009 wurde Josef Kraus mit dem Bundesverdienstkreuz am Bande geehrt. 2015 erhielt er die Landkreismedaille Landshuts in Gold. Für 2018 wurde ihm der Deutsche Sprachpreis zugesprochen.
Am 31. Juli 2015 trat Josef Kraus in den Ruhestand.
Am 30. Juni 2017 endete seine Amtszeit als DL-Präsident. Er lebt in Ergolding bei Landshut.
Josef Kraus ist nach wie vor vielfältig publizistisch tätig, unter anderem als Autor in den Medien Junge Freiheit, Cato, Cicero, Tumult und Tichys Einblick.
Er war tätig als Referent für die Bibliothek des Konservatismus und trat für die Deutsche Gildenschaft als Redner auf.
Darüber hinaus engagiert er sich als Mitglied des Stiftungsrates bei der Stiftung für Familienwerte e. V.

## Bildungskritiker
Bei der Anhörung der Kultusministerkonferenz (KMK) zur Rechtschreibreform am 4. Mai 1993 in Bonn kritisierte Josef Kraus die Rechtschreibreform. Anlässlich der PISA-Studie stellte er fest, die Reform habe zu einer höheren Fehlerquote im Rechtschreiben geführt, und es habe sich „eine gewisse Beliebigkeit“ eingeschlichen. Kraus warnt daher vor einer Dekultivierung durch nachlässigen Sprachgebrauch. Die Reform werde in breiten Schichten der Bevölkerung nicht akzeptiert. Die Schule lehre daher eine Orthographie, die außerhalb der Schule immer weniger praktiziert werde. Das ergebe ein „viel größeres Chaos“.
In seinen vier Büchern Spaßpädagogik – Sackgassen deutscher Schulpolitik (1998), Der PISA-Schwindel (2005), Ist die Bildung noch zu retten: Eine Streitschrift (2009), und Wie man eine Bildungsnation an die Wand fährt (2017) kritisiert Josef Kraus Mängel des deutschen Schul- und Bildungssystems.

Auch die Schrift 50 Jahre Umerziehung, Die 68er und ihre Hinterlassenschaften geht hart mit von ihm als politisch links bewerteten Reformen ins Gericht.
Im Herbst 2005 gründete Josef Kraus zusammen mit dem Vorsitzenden des Vereins Deutsche Sprache, Walter Krämer, und dem Journalistenausbilder Wolf Schneider die Aktion Lebendiges Deutsch.
Die unterschiedlichen Ergebnisse des IQB-Ländervergleichs 2012 in Ost- und Westdeutschland führte Kraus auch darauf zurück, dass im Westen „eine schwierige Migrantenklientel“ lebe, wohingegen die Migranten im Osten „meist aus Vietnam“ stammten und „mitunter sogar besser in der Schule“ seien. Gleichzeitig relativierte er die Aussagen der Studie zur sozialen Durchlässigkeit des Bildungssystems und wies darauf hin, dass das deutsche Bildungssystem sozial durchlässiger sei als angenommen.

## Privates
Sein Vater war der Pädagoge Joseph Kraus.

## Schriften
- Spaßpädagogik. Sackgassen deutscher Schulpolitik. Universitas, München 1998, 2., ergänzte Auflage, 1998, ISBN 3-8004-1374-4.
- mit Heike Schmoll und Jörg-Dieter Gauger: Von TIMSS zu IGLU. Eine Nation wird vermessen. Konrad-Adenauer-Stiftung, Sankt Augustin 2003 (= Zukunftsforum Politik. Band 56), ISBN 3-933714-94-X.
- Der Pisa-Schwindel. Unsere Kinder sind besser als ihr Ruf. Wie Eltern und Schule Potentiale fördern können. Signum, Wien 2005, ISBN 3-85436-376-1.
- Ist die Bildung noch zu retten? – eine Streitschrift. Herbig, München 2009, ISBN 978-3-7766-2610-0.
- mit Walter Krämer, Wolf Schneider, Cornelius Sommer: Ein Appell zum Aufwachen. IBF Verlag Deutsche Sprache, Paderborn 2010, ISBN 978-3-942409-01-8 Online.
- Helikopter-Eltern. Schluss mit Förderwahn und Verwöhnung. Rowohlt Verlag, Reinbek 2013, ISBN 978-3-498-03409-2.
- Wie man eine Bildungsnation an die Wand fährt. Und was Eltern jetzt wissen müssen. Herbig, München 2017, ISBN 978-3-7766-2802-9.
- 50 Jahre Umerziehung. Die 68er und ihre Hinterlassenschaften. (Die Werkreihe von Tumult)  Manuscriptum Verlagsbuchhandlung, Lüdinghausen/Berlin 2018, ISBN 978-3-944872-81-0.
- mit Richard Drexl: Nicht einmal bedingt abwehrbereit. Die Bundeswehr zwischen Elitetruppe und Reformruine. Finanzbuch-Verlag, Edition Tichys Einblick, München 2019, ISBN 978-3-95972-180-6.
- Der deutsche Untertan. Vom Verlust des eigenen Denkens. Langen-Müller, München 2021, ISBN 978-3-7844-3584-8.
- Im Rausch der Dekadenz. Der Westen am Scheideweg. Langen-Müller, München 2024, ISBN 978-3-7844-3724-8.